# Aarón Castellanos
Aarón Castellanos  (Salta, Argentina 8 de agosto de 1799 - Rosario, Santa Fe, 1 de abril de 1880) fue un colonizador y militar argentino que incentivó el poblamiento de la provincia de Santa Fe, teniendo como obra cúlmine la fundación de la colonia agrícola Esperanza, en 1852. Luchó por la independencia de su país en Los Infernales, bajo las órdenes de Martín Miguel de Güemes e inició la exploración del Río Bermejo, en 1824.

## Vida familiar
Aarón Castellanos era hijo de Marcos Castellanos Jáuregui y de Magdalena Velasco, cuyos antepasados se encontraban establecidos en la zona de Salta desde el siglo XVIII. Castellanos contrajo matrimonio con Segundina de la Iglesia y Castro el 17 de junio de 1826 en la ciudad de Buenos Aires.
Su hija Mercedes se convertiría en la Condesa Pontificia María Luisa de las Mercedes Castellanos de la Iglesia.

## Infancia y juventud
Aarón Castellanos nació formando parte de una aristocrática familia en Salta. Su fecha de nacimiento es discutida; algunos autores indican que nació el 8 de agosto de 1799, mientras que otros aseguran que nació ese mismo día en el año 1800, otros en 1801, y otros en 1802. Pasó su infancia en su ciudad natal, Salta.
Siendo muy joven se enroló en Los Infernales, donde alcanzó el grado de teniente, bajo las órdenes del general Martín Miguel de Güemes, participando en las guerras de la independencia contra los realistas en el Alto Perú. Luego participó en el comercio minero con el Perú, donde hizo fortuna al trabajar en la mina de oro y plata de Pasco, la más importante de la región.

## Exploración del río Bermejo
Castellanos propuso la exploración del Río Bermejo con el objetivo de conocer su navegabilidad, para establecer una rápida forma de comunicar Salta con Buenos Aires, a través del curso de los ríos Paraná, Paraguay y Bermejo. Sin embargo, la propuesta redujo su importancia luego de 1810, debido a los problemas internos de la época. A pesar de las problemáticas, el proyecto fue aceptado en 1824 y Castellanos propulsó la exploración del Bermejo, junto a Victoriano Sola y Pablo Soria.
La nave de madera, calafateada con betunes minerales obtenidos en la región del Bermejo, comandada por Pablo Soria llegó al Río Paraguay el 12 de agosto de 1826 luego de defenderse durante varios días del acoso de los aborígenes del Gran Chaco. Pero al llegar a Naumburú fueron detenidos por las tropas del dictador paraguayo Gaspar Rodríguez de Francia, quienes le obligaron a entregar la nave con sus instrumentos y planos. Luego de un largo cautiverio en aldeas remotas del territorio paraguayo, en 1830 Soria pudo regresar para dar razón de su expedición, basado solamente en su memoria pues los planos confeccionados se perdieron para siempre
. Castellanos no formaba parte de esa expedición, pues se casó en Buenos Aires en 1826 y en 1829 le prestó 50.000 pesos fuertes españoles al gobierno de la provincia de Salta con la garantía del gobierno de Buenos Aires
, aunque este dinero nunca le fue devuelto.

## Obras
Tras regresar a la Argentina, Castellanos propuso la construcción de un ferrocarril que uniese las ciudades de Rosario y Córdoba. Hacia 1852 ideó y presentó ante gobierno un proyecto cuyo objetivo era poblar parte de la Patagonia, el territorio comprendido entre los ríos Negro y Chubut; sin embargo, esta propuesta fue rechazada.

### Fundación de Esperanza
El 15 de junio de 1853 Aarón Castellanos y Manuel Leiva, quien era el ministro de gobierno de la provincia y actuaba en representación del gobernador Domingo Crespo, firmaron el primer Contrato de Colonización Agrícola de la provincia de Santa Fe, en el que el colonizador se comprometía a poblar la zona con familias europeas y agricultoras, a cambio de que el gobierno les otorgara, bajo el sistema de la subdivisión de la propiedad, una porción de tierra a cada una de ellas.
El gobierno de Santa Fe y Castellanos eligieron los terrenos donde se radicarían los inmigrantes: el gobierno escogió la margen oeste del río Paraná y el empresario ambas márgenes del río Salado y al norte del pueblo de San Javier. El gobierno provincial asumía el compromiso de entregar a cada familia extranjera veinte cuadras de tierra fiscal, que les pertenecerían a los cinco años. Cada contingente de pobladores estaba integrado por doscientas familias, a cada una de las cuales se les entregaba un rancho, instrumentos para el trabajo agrícola, víveres, semillas de algodón, tabaco, trigo, maíz, papa y maní para sembrar un terreno de diez cuadras; también se les entregaban bueyes y caballos, para facilitar el trabajo.
Gracias a su trabajo se formó la colonia agrícola Esperanza, que incentivó el poblamiento de la provincia de Santa Fe al lograr que doscientas familias europeas se radicaran allí, a las cuales el gobierno les entregó 33 ha de tierra, semillas y herramientas para su trabajo. Hacia 1861, los cultivos de la colonia alcanzaron la cantidad de 5.400 hectáreas, en las que se cultivaban trigo, cebada, maní, maíz y otros cereales.

## Fallecimiento
Castellanos falleció el 1 de abril de 1880 en Rosario, provincia de Santa Fe. Al día siguiente de su muerte, el periodista Ovidio Lagos escribió para el diario La Capital: "La sociedad de Rosario está de duelo, la República debe estarlo, reconociéndolo también como un verdadero heraldo del progreso".
Sus restos descansan desde 1960, a los pies del Monumento Nacional a la Agricultura (que fue inaugurado en 1910) en el centro de la Plaza San Martín, en Esperanza.

## Homenajes
El pueblo de Aarón Castellanos, en la provincia de Santa Fe, lleva su nombre en su honor gracias a su hija, Mercedes Castellanos de Anchorena, quien realizó una petición en la que solicitaba que la Estación Soler cambiara su nombre por el de Aarón Castellanos.
También existen calles en su honor, como en la localidad de Hughes.
La escuela secundaria de la localidad de Plaza Clucellas tiene como nombre Aarón Castellanos.

### Nota
1. ↑  Otra fuente indica que el nombre de Soria era Pedro.

- Datos: Q5657814